# Вокзал Люденшайд-Брюгге
Вокзал Люденшайд-Брюгге (нем. Bahnhof Lüdenscheid-Brügge) — вокзал в городе Люденшайд, расположенный на окраине района Брюгге; имеет единственную платформу. Известен своим «мостовым СЦБ» (нем. Brückenstellwerk Brügge), являющимся памятником архитектуры города.

## История и описание
Железная дорога от Хагена до Дирингхаузена была построена в период между 1871 и 1893 годами: 6 сентября 1874 года была открыта станция Брюгге — как временная конечная точка маршрута — а 15 июля 1880 года дорога была продолжена до Люденшайда. В 1913 году участок между Хагеном и Брюгге стал двухпутным. После появления станции Брюгге, вокруг неё были возведены многочисленные дома и квартиры, арендовавшиеся железнодорожными работниками, а множество окрестных жителей получили работу на станции. В 1927 году было перестроено основное здание вокзала, а также был возведён «мостовой СЦБ», ставший сегодня городским памятником.
После 1945 года железнодорожные линии вокруг Брюгге потеряли свое значение и дорога вновь стала однопутной: в 1990 году станция Брюгге была расформирована. В 2009 году, из-за опасности обрушения, был снесен старый вокзал. Фасад и крыша СЦБ, продолжавшего функционировать все эти года, были отремонтированы в 2012 году, но в 2013 года в прессе появились сообщения о необходимости удлинения платформы Люденшайд-Брюгге до 170 м — для приёма современных поездов. Такое удлинение возможно только за счёт «мостового СЦБ». Эксплуатация старого СЦБ завершилась 16 декабря 2016 года — в ночь с 18 на 19 декабря он был выведен из системы регулирования и заменён электронной системой.